# Thiti Mahayotaruk
Thiti Mahayotaruk (en tailandés: ธิติ มหาโยธารักษ์; nacido el 19 de noviembre de 1996), también conocido como Bank Thiti es un actor tailandés.

## Filmografía

### Cine
| Año  | Título   | Rol  | Notas     |
| ---- | -------- | ---- | --------- |
| 2016 | May Who? | Pong | Principal |

### Televisión
| Año       | Título                       | Rol                         | Notas                                      |
| --------- | ---------------------------- | --------------------------- | ------------------------------------------ |
| 2014–2015 | Hormones: The Series         | Non Natchanon Kasemchanchai | Recurrente (2ª temp.) Principal (3ª temp.) |
| 2014      | ThirTEEN Terrors             | Bank                        | Principal                                  |
| 2015      | Stay: The Series             | Mean                        | Principal                                  |
| 2016      | Diary of Tootsies            | Ball                        | Participación (Ep. 1–3)                    |
| 2017      | Project S: The Series SPIKE! | Than                        | Principal                                  |

## Premios y nominaciones
| Año  | Premio                                    | Categoría               | Trabajo  | Resultado |
| ---- | ----------------------------------------- | ----------------------- | -------- | --------- |
| 2015 | Bioscope Awards 2015                      | Performance of the Year | May Who? | Ganador   |
| 2016 | Thailand National Film Association Awards | Best Actor              | May Who? | Nominado  |
| 2016 | Bangkok Critics Assembly Awards           | Best Actor              | May Who? | Nominado  |